# Zahrensen
Zahrensen (niederdeutsch/plattdüütsch Zoarn) ist ein Ortsteil der Stadt Schneverdingen im Landkreis Heidekreis in Niedersachsen.

## Geografie
Der Ortsteil liegt etwa zwei Kilometer westlich der Kernstadt Schneverdingen an der Landesstraße 170.

## Geschichte

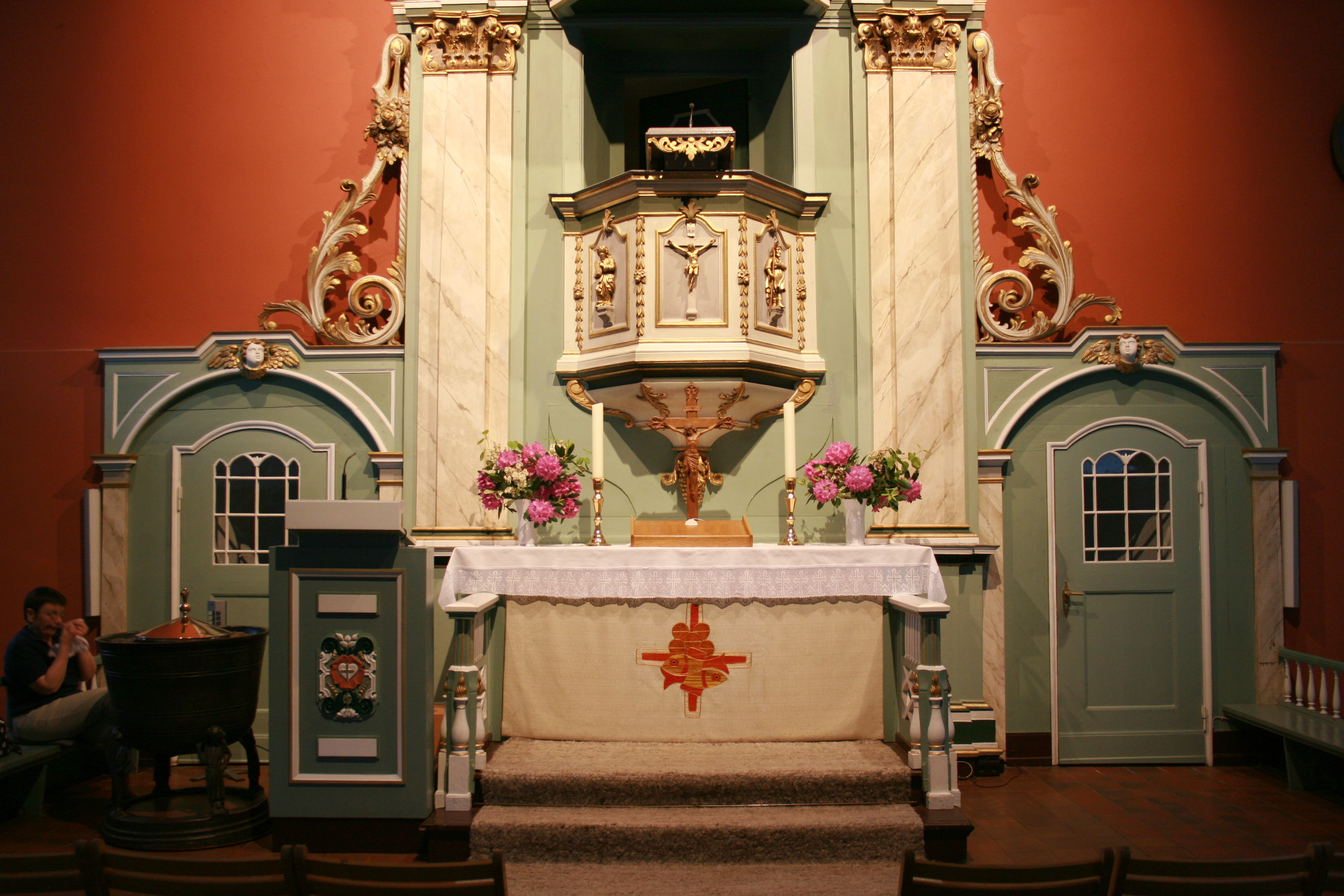
Taufbecken in der Peter-und-Paul-Kirche (links im Bild)

Der Ortsname geht wahrscheinlich auf das Geschlecht der Ritter von Zahrenhusen zurück. Erstmals urkundlich erwähnt wurde der Ort im Jahr 1231. Der letzte Ritter von Zahrenhusen war Moritz von Zahrenhusen, der Ende des 16. Jahrhunderts als Raubritter die Umgebung unsicher machte. An der Stelle des heutigen Junkernhofes stand einst eine Burg der Ritter von Zarenhusen. Anfang des 17. Jahrhunderts heiratete Magdalena von Zahrenhusen und nahm den Namen ihres Gatten Dietrich Freese an, sie war die letzte Namensträgerin. Die Taufschale, die lange Zeit im  Taufbecken der Schneverdinger Peter-und-Paul-Kirche lag, wurde 1652 von jener Magdalena von Zahrenhusen gestiftet.
Am 11. Juni 1923 wurde in der Ortsmitte ein Ehrenmal aus Feldsteinen und einer Granitkugel errichtet, das zunächst an die neun im Ersten Weltkrieg gefallenen und die drei vermissten Bewohner Zahrensens erinnern sollte. 1954/55 wurde das Ehrenmal erweitert, um auch den elf gefallenen und fünf vermissten Männern des Zweiten Weltkrieges zu gedenken.
1930 wurde in Zahrensen ein Schützenverein gegründet, das erste Schützenfest fand 1939 statt. Aufgrund einer fehlenden Ausschankgenehmigung wurde dieses jedoch vorzeitig durch die Polizei beendet. Am 1. März 1974 wurde Zahrensen im Rahmen der Gemeindegebietsreform in die Gemeinde Schneverdingen eingegliedert.

## Politik
Ortsvorsteher ist Ralf Schröder.

### Wappen
Das auch heute noch genutzte Wappen zeigt drei Fische neben einer Rose, die sich in der rechten oberen Ecke befindet. Die Übersetzung der umlaufenden Beschriftung lautet: Siegel des Anthonis von Sarhusen.
Die ersten Urkunden, die das Siegel ziert, stammen aus den Jahren 1326, 1343 und 1357. Erstmals verwendet wurde das Wappen vermutlich 1322 durch Anthon von Zahrenhusen, Burgherr zu Rotenburg. Die Ähnlichkeit mit in Bremen verwendeten Wappen lässt auf eine Verwandtschaftsbeziehung zu einem Bremer Geschlecht schließen.